# Teoria d'anells
En àlgebra abstracta, la teoria d'anells és l'estudi de les estructures d'anells algebraiques en la qual la suma i la multiplicació són definides i tenen propietats similars a les operacions definides per als enters. La teoria de l'anell estudia l'estructura dels anells, les seves representacions, o, en un altre llenguatge, mòduls, classes especials d'anells (anells de grup, anells de divisió, àlgebres envoltants universals), així com una sèrie de propietats que va resultar ser d'interès tant per la teoria, com per les seves aplicacions, com ara les propietats homològiques i identitats polinòmiques. 

## Anell
Un anell és una terna (R, +, ·) on R és un conjunt i + i · són dues operacions binàries sobre R tals que + és associativa, commutativa, té element neutre i té element simètric i és associativa i distributiva respecte de +. Normalment (per abús de notació) ens referirem a l'anell R, entenent que sobre R hi tenim definides dues operacions + i · amb les propietats anteriors. Si en un anell R existeix un element 1 ∈ R tal que 1 · a = a · 1 = a per a tot a ∈ R, es diu que R és un anell amb unitat. Si en un anell R es compleix que a · b = b · a per a tots a, b ∈ R, es diu que R és un anell commutatiu.
Els anells commutatius són més ben entesos que els no commutatius. La geometria algebraica i la teoria algebraica de nombres, que proporcionen molts exemples naturals d'anells commutatius, han impulsat gran part del desenvolupament de la teoria de l'anell commutatiu, que ara, sota el nom d'àlgebra commutativa, que és ara una àrea important de la matemàtica moderna. Com que aquests tres camps (geometria algebraica, teoria algebraica de nombres i àlgebra commutativa) estan tan íntimament relacionats, en general és difícil i no té cap sentit decidir a quin camp un resultat particular pertany. Per exemple, El Teorema dels zeros de Hilbert és un teorema que és fonamental per a la geometria algebraica, i es va afirmar i demostrar en termes de l'àlgebra commutativa. De la mateixa manera, l'últim teorema de Fermat s'expressa en termes de l'aritmètica elemental, que és una part de l'àlgebra commutativa, però la seva prova implica resultats profunds de la teoria algebraica de nombres i la geometria algebraica.
Els anells no commutatius són força diferents en sabor, ja que pot sorgir un comportament més inusual. Mentre que la teoria ha desenvolupat en el seu propi dret, una tendència bastant recent ha buscat en paral·lel al desenvolupament commutatiu mitjançant la construcció de la teoria de certes classes d'anells no commutatius en una forma geomètrica com si fossin anells de funcions en (inexistent) 'espais no commutatius'. Aquesta tendència es va iniciar en la dècada de 1980 amb el desenvolupament de la geometria no commutativa i amb el descobriment de grups quàntics. Ha donat lloc a una millor comprensió dels anells no commutatius, anells noetherians especialment no commutatius.
Per a les definicions d'un anell i dels conceptes bàsics i les propietats, consulteu anell (matemàtiques). Les definicions dels termes utilitzats en la teoria d'anells es poden trobar al glossari de la teoria d'anells.

## Anells commutatius
Un anell es diu commutatiu si la seva multiplicació és commutativa. Els anells commutatius s'assemblen a sistemes numèrics familiars i a diverses definicions per a anells commutatius que estan dissenyats per formalitzar propietats dels nombres enters. Els anells commutatius també són importants en la geometria algebraica. En la teoria de l'anell commutatiu, els assaigs són sovint reemplaçats pels ideals, i la definició de l'ideal primer tracta de captar l'essència dels nombres primers. Els dominis integrals, els anells commutatius no trivials, on no hi ha dos elements diferents de zero es multipliquen per donar zero, per generalitzar una altra propietat dels nombres enters i per servir com l'àmbit adequat per estudiar la divisibilitat. Els dominis d'ideals principals són dominis d'integritat en el qual cada ideal pot ser generat per un sol element, una altra propietat compartida pels nombres enters. Els dominis euclidians són dominis integrals en què l'algoritme d'Euclides es pot dur a terme. Exemples importants d'anells commutatius poden ser construïts com anells de polinomis i els seus anells de factors. Resum: domini euclidià => domini d'ideals principals => domini de factorització única => domini d'integritat => anell commutatiu.

### Geometria algebraica
La geometria algebraica és en molts sentits la imatge especular de l'àlgebra commutativa. Un esquema es construeix per pujar anells en algun sentit. Alexander Grothendieck va donar les definicions decisives dels objectes utilitzats en la geometria algebraica. Va definir l'espectre d'un anell commutatiu com l'espai d'ideals primers amb topologia de Zariski, però augmenta amb una garba dels anells: per a cada conjunt Zariski-obert assigna un anell commutatiu, considerat com l'anell de funcions polinòmiques definit en aquest conjunt. Aquests objectes són els esquemes afins; un esquema general que s'obté llavors enganxant diversos d'aquests esquemes afins, en analogia amb el fet que les varietats generals es poden obtenir enganxant varietats.

## Anells no commutatius
Els anells no commutatius semblen anells de matrius en molts aspectes. Seguint el model de la geometria algebraica, recentment s'han fet intents per definir la geometria no commutativa basant-se en els anells no commutatius. Els anells no commutatius i les àlgebres associatives (anells que també són espais vectorials) s'estudien sovint a través de les seves categories de mòduls. Un mòdul sobre un anell és un grup abelià que l'anell actua com un anell d'endomorfismes, molt semblant a la manera que els camps de vies (dominis d'integritat en què cada element diferent de zero és invertible) actuen en els espais vectorials. Els exemples d'anells no commutatius es donen per anells de matrius quadrades o més generalment per anells d'endomorfismes de grups abelians o mòduls, i per anells monoide.

### Teoria de representació
La teoria de la representació és una branca de les matemàtiques que es basa en gran manera dels anells no commutatius. Estudia les estructures algebraiques abstractes mitjançant la representació dels seus elements com transformacions lineals d'espais vectorials i mòduls d'estudis sobre aquestes estructures algebraiques abstractes. En essència, una representació algebraica fa que un objecte abstracte sigui més concret mitjançant la descripció dels seus elements de matrius i les operacions algebraiques en termes de la suma de matrius i multiplicació de la matriu, que és no commutatiu. Els objectes algebraics susceptibles de tal descripció inclou grups, les àlgebres associatives i àlgebres de Lie. La més prominent d'aquests (i històricament el primer) és la teoria de la representació dels grups, en els quals elements d'un grup estan representats per matrius invertibles de manera que l'operació del grup és la multiplicació de matrius.

## Aplicacions

### L'anell d'enters d'un cos de nombres
L'anell d'enters d'un cos dels nombres algebraics {\displaystyle K} és l'anell de tots els enters algebraics continguts en {\displaystyle K}. Un enter algebraic és una arrel d'un polinomi mònic amb coeficients enters: {\displaystyle x^{n}+c_{n-1}x^{n-1}+\cdots +c_{0}}. Es denota sovint aquest anell com {\displaystyle O_{K}} o {\displaystyle {\mathcal {O}}_{K}}. Com que tot enter pertany a {\displaystyle K} i és un element enter de {\displaystyle K}, l'anell {\displaystyle \mathbb {Z} } és sempre un subanell de {\displaystyle O_{K}}.

### L'anell de coordenades d'una varietat algebraica
Sigui X una varietat algebraica afina, llavors el conjunt de totes les funcions regulars en X forma un anell anomenat anell de coordenades de X. Per a varietats projectives, hi ha un anell anàleg anomenat l'anell de coordenades homogènies. Aquests anells són essencialment el mateix que les varietats: es corresponen d'una forma essencialment única. Això es pot veure ja sigui a través del Nullstellensatz de Hilbert o a través de construccions esquemàtiques-teòriques.

### L'anell d'invariants
Una qüestió bàsica (i potser la més fonamental) en la teoria d'invariants clàssica és la de trobar i estudiar polinomis en l'anell de polinomis {\displaystyle k[V]} que siguin invariants respecte a l'acció d'un grup finit (o més generalment reductiu) G en V. L'exemple principal és el de l'anell de polinomis simètrics: els polinomis simètrics són polinomis que són invariants respecte a la permutació de la variable. El teorema fonamental dels polinomis simètrics afirma que aquest anell és {\displaystyle R[\sigma _{1},\ldots ,\sigma _{n}]} on {\displaystyle \sigma _{i}} són polinomis simètrics elementals.

## Història
La fundació de la teoria d'anells es pot atribuir a Emmy Noether, qui en la dècada de 1920 va unificar i estructurar resultats i conceptes de la teoria d'invariants i d'àlgebres de dimensió finita d'autors com ara Hilbert, Wedderburn, Artin i altres, creant la teoria d'anells moderna. El fonamental per al desenvolupament d'aquests temes van ser els anells d'enters en camps de nombres algebraics i camps de funcions algebraiques, i els anells de polinomis en dues o més variables. La teoria de l'anell no commutatiu va començar amb intents d'estendre els nombres complexos a diversos sistemes numèrics hipercomplexos. La gènesi de la teoria d'anells commutatius i no commutatius es remunta a principis del segle xix, mentre que el seu venciment només es va aconseguir en la tercera dècada del segle xx.
Emmy Noether va publicar l'any 1921 un article insigne anomenat Idealtheorie in Ringbereichen, en què va analitzar la condició de la cadena ascendent respecte dels ideals matemàtics. El notable algebrista Irving Kaplansky va qualificar aquesta obra de "revolucionària"; la publicació va donar lloc al terme "anell noetherià", molts altres objectes matemàtics van acabar rebent el nom de Noetherià.
Més precisament, William Rowan Hamilton va proposar els quaternions i biquaternions; James Cockle va presentar nombres bicomplexos i quaternions companys; i William Kingdon Clifford era un entusiasta de split biquaternions, que ell va anomenar motors algebraics. Aquestes àlgebres no commutatives i les àlgebres de Lie no associatives, van ser estudiades en l'àlgebra universal abans que el tema es dividís en determinats tipus d'estructures matemàtiques. Un senyal de reorganització va ser l'ús de sumes directes per descriure l'estructura algebraica.